# ForeFront Records
La ForeFront Records è un'etichetta discografica statunitense fondata nel 1987 e specializzata in musica cristiana contemporanea e christian rock.

## Storia
Nel 1996 è stata acquistata dalla EMI. Fa quindi parte del gruppo Universal Music Group.
Nel 1998, per celebrare i dieci anni di attività, l'etichetta ha realizzato una compilation in formato doppio CD dal titolo Ten: The Birthday Album.

## Artisti
Tra gli artisti e i gruppi che pubblicano o che hanno pubblicato con la ForeFront vi sono tobyMac, Audio Adrenaline, DC Talk, Rebecca St. James, Iona, Skillet, Stacie Orrico, Kevin Max, Guardian, Mark Farner e Dizmas.